# Pierre d'Urrea
 (avril 2024).
Pierre Ximénez d'Urrea en catalan Pero Ximénez de Urrea i de Bardaixí (Saragosse - Tarragone 1489) est un ecclésiastique et un homme politique du royaume d'Aragon, évêque de Tarragone et 23e président de la Généralité de Catalogne entre 1446 et 1449. Il a été archevêque pendant la guerre civile catalane où il est resté fidèle au roi.

## Origines
Il était issu d’une famille noble aragonaise qui, lors du compromis de Caspe, soutint le futur roi Ferdinand d’Antequera. Son père et homonyme, était seigneur d’Epila et vicomte de Rueda, chambellan d’Alphonse le Magnanime, conseiller royal et lieutenant de Valence. Sa mère était la troisième épouse de son père : Marie de Bardaixi.
Son frère, Lope Ximénez de Urrea y de Bardaixi, participa à la conquête de Naples et fut vice-roi de Sicile.
Son grand-père maternel était le puissant Bérenguer de Bardaixi, juge d’Aragon. Il était également apparenté à Domingo Ram i Lanaja, qui avait également été président de la Généralité de Catalogne, et qu’il remplaça à l’archevêché de Tarragone.

## Carrière ecclésiastique
Il commença sa carrière ecclésiastique comme chanoine et trésorier de la cathédrale de Tarragone. Il en partit pour devenir chanoine et prieur de la cathédrale de Saragosse. Le 24 juin 1445, il est nommé archevêque de Tarragone (sans avoir jamais été évêque auparavant), succédant à Domènec Ram i Lanaja, également président de la Généralité de Catalogne, grâce au poids acquis par sa famille après le compromis de Caspe. Il détint cet charge épiscopale jusqu’à sa mort.
Engagé politiquement, il avait un penchant évident pour la carrière des armes. Il combattit les Turcs en 1456 avec des galères affrétées par l’Église après que le pape Calixte III l’eut nommé capitaine général. En 1454, le même pape le nomma patriarche d’Alexandrie, jusqu’à sa mort en 1489

## Député ecclésiastique à la députation du général de Catalogne et président de la Généralité
Au cours de son triennat à la tête de la Députation du Général de Catalogne (1446-1449), il a dû faire face à la question des Remences. Les fortes tensions manifestées entre les seigneurs et les remences, et la nécessité pour la couronne de limiter le pouvoir des nobles, conseillèrent au roi Alphonse de Naples, de promulguer en 1448 une disposition royale, dans laquelle il autorisait les réunions de paysans, pour essayer de supprimer les mauvais usages et lever des fonds pour payer le roi pour son intervention. À cette fin, une grande union des paysans vassaux, les Remences a été formée. Entre 1448 et 1449, elle s'est réunie lors de près de 400 réunions contrôlées par un officier royal.
Au cours de ces trois ans, il y a eu un tremblement de terre qui, le 25 mai 1448, a fait des ravages dans toute  la Catalogne, en particulier à Barcelone, Mataró, Granollers et de nombreux châteaux et monastères du Vallès. La députation du général défendit les intérêts féodaux et s’opposa à ce que les décisions royales soient rendues publiques : elle arrête les officiers qui la proclament. La reine régente, Marie de Castille, agacée par cette confrontation, nomma Jean de Montbui régent du gouvernement de Barcelone, et publia un édit le 16 janvier 1449, dans lequel elle ordonnait la collecte de 3 florins sur chaque paysan pour couvrir les dépenses royales. En outre, la reine ordonna la saisie des biens de ses opposants (entre autres Galceran Galceran de Pinós-Fenollet, député de la branche militaire, et l’évêque de Gérone Bernat de Pau). Finalement, cependant, Pierre Ximénez d'Urrea ordonna le 7 mai 1449 que le paiement soit autorisé. Dans les campagnes, il était très craint pour la répression sévère des paysans, qui s'opposaient à ses décisions.
Sous Jean II, il est chancelier de la couronne de 1454 à 1480. La même année, Calixte III le nomme patriarche d’Alexandrie.

## Guerre civile catalane1462-1472
En tant que plus haute autorité religieuse, il dirigea une ambassade auprès de Jean II pour exiger la libération de son fils, le prince Charles de Viane. La radicalisation de la crise, cependant, l’a fait changer de camp et soutenir le roi Jean II. Il se distingue ensuite, au service du roi, dans les actions de guerre menées au Camp de Tarragone, dans le Penedès et dans le siège d’Amposta.

## Un archevêque scandaleux?
Il ne semble pas avoir mené une vie très religieuse. En 1505, après sa mort, Bernat Guerau de Requesens accuse la religieuse Marguerite d'Urrea d’être en fait la fille de Pierre Ximénez d'Urrea, et non une nièce, et d’avoir entretenu également des relations incestueuses. Avant que cela ne soit découvert, sa fille en 1479 devint religieuse au couvent d’Alguaire et quelques années plus tard, elle fut nommée prieure.